# Peter Gustav Lejeune Dirichlet
Johann Peter Gustav Lejeune Dirichlet (IPA: [ləˈʒœn diʀiˈkleː]; Düren, 13 febbraio 1805 – Gottinga, 5 maggio 1859) è stato un matematico tedesco, ricordato soprattutto per la moderna definizione "formale" di funzione.

## Biografia
(Uno studente di Dirichlet, parlando del professore)
La sua famiglia paterna proveniva dal villaggio di Richelle, presso Liegi, in Belgio, da cui derivò il cognome "Lejeune Dirichlet" ("le jeune de Richelle" = "il ragazzo di Richelle").
Dirichlet nacque a Düren, dove suo padre dirigeva l'ufficio postale. Fu educato in Germania e quindi in Francia, dove ebbe come insegnanti molti celebri matematici del tempo. Il suo primo lavoro riguardava l'ultimo teorema di Fermat, una congettura che già da due secoli attendeva una dimostrazione (è stata in effetti dimostrata solo nel 1993) che asseriva che per n > 2, l'equazione xn + yn = zn non ammette soluzioni intere, escluse quelle banali, con x, y o z nulli. Elaborò una dimostrazione parziale per n = 5, che fu poi completata da Adrien-Marie Legendre, che era una delle referenze. Anche Dirichlet completò la sua dimostrazione quasi nello stesso tempo; successivamente produsse anche una dimostrazione completa del caso n = 14.
Sposò Rebecca Mendelssohn-Bartholdy, che veniva da una distinta famiglia ebrea, nipote del filosofo Moses Mendelssohn e sorella del celebre compositore Felix Mendelssohn-Bartholdy e di Fanny Mendelssohn, stimata pianista e compositrice.
Dopo la morte, gli scritti di Dirichlet e altri suoi risultati nella teoria dei numeri furono raccolti, curati e pubblicati dall'amico e matematico Richard Dedekind con il titolo Vorlesungen über Zahlentheorie (Lezioni sulla teoria dei numeri).
Per quanto riguarda il suo contributo alla meccanica razionale, è di fondamentale importanza per lo studio delle vibrazioni e dell'equilibrio stabile dei sistemi il criterio di Dirichlet per i sistemi soggetti solamente a forze conservative. Per quanto riguarda lo studio dei sistemi dinamici, sviluppò gran parte della teoria che riguarda la convoluzione.
Gli è stato dedicato un asteroide, 11665 Dirichlet .